# Bassaniodes caperatus
Bassaniodes caperatus is een spinnensoort uit de familie van de krabspinnen (Thomisidae).
De wetenschappelijke naam van de soort werd in 1875 als Xysticus caperatus gepubliceerd door Eugène Simon.